# 双角錐

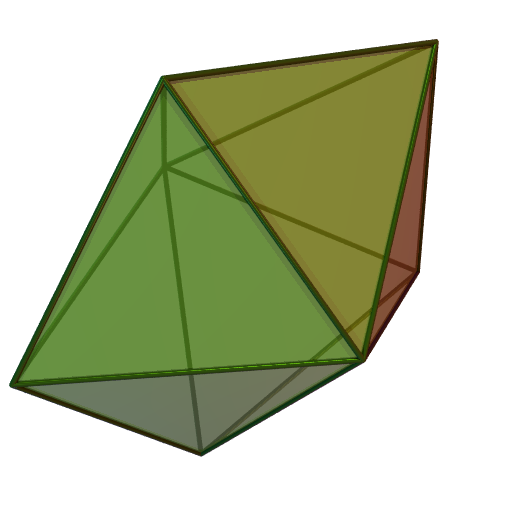
双五角錐

正双四角錐（正八面体）

双角錐（そうかくすい、bipyramid, dipyramid）または重角錐（じゅうかくすい）、両角錐（りょうかくすい）とは、角柱の双対多面体である。二つの合同な角錐を底面同士で貼り合わせた形状をしており、全ての面が二等辺三角形で構成されている。
双角錐のなかで、双対となる角柱の底面が正多角形のものを正双角錐（せいそうかくすい、regular bipyramid）という。
双n角錐の場合:
- 構成面: 二等辺三角形 2n枚
- 辺: 3n
- 頂点: n+2
- 双対: n角柱

特殊な例として、正双四角錐の一種は正八面体である。